# 海賊男

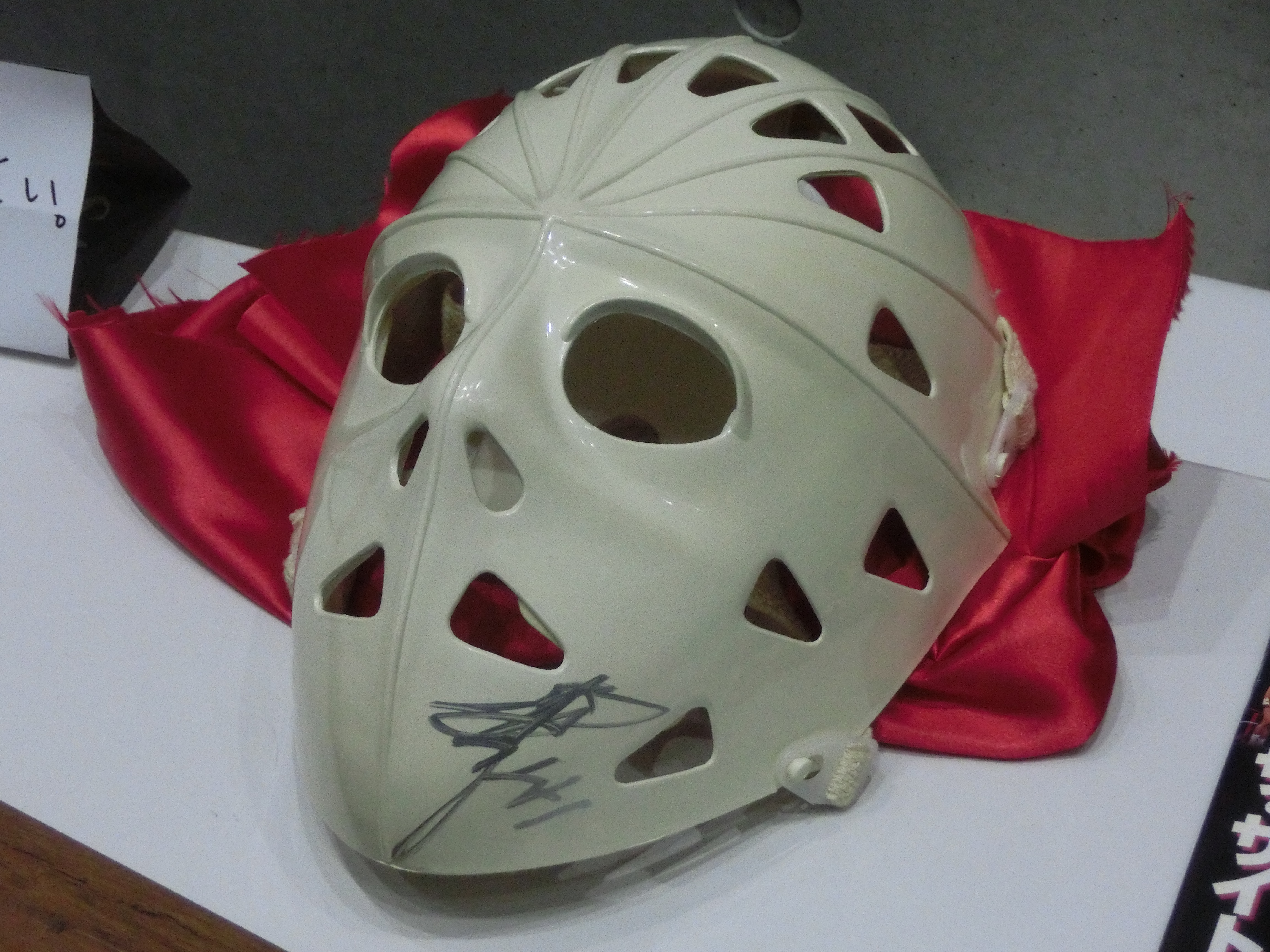
マサ斎藤追悼興行で展示された海賊男のホッケーマスク

海賊男（かいぞくおとこ）は、1987年から1988年にかけて新日本プロレスに登場した、アイスホッケーのマスクを被り海賊の衣装をまとった覆面レスラーの通称である。

## 概要
1987年初頭、当時アメリカ遠征中だった武藤敬司が、フロリダ州タンパの会場にて、ホッケーマスクを被った謎の人物に襲撃されるという事件が発生した。この一件は、当時のテレビ中継『ワールドプロレスリング』においても、襲撃の模様を収めた写真とともに伝えられた。映画などに登場する海賊を思わせる衣装から、この人物は関係者やファンから「海賊男」もしくは「（カリブの）海賊亡霊」と呼称された。
その後、新日本プロレスの事務所に海賊ビリー・ガスパー（Billy Gaspar）と称する人物から日本を襲撃するとの内容の文書が届く。以降、海賊男の矛先は武藤からアントニオ猪木へと替わった（フロリダで武藤を襲った人物の正体は猪木本人とされる）。
1987年3月26日に大阪城ホールで開催された『INOKI闘魂LIVE』では、メインイベントの猪木vsマサ斎藤戦に乱入、斎藤に手錠をかけて連れ去ったことが原因で観客の暴動が起きている（このときの正体はブラック・キャット）。この暴動事件のほとぼりが冷めてからも、海賊男は散発的に新日本のリングに登場したが、その正体は当時の新日本の若手や中堅レスラーであり、越中詩郎や小林邦昭、蝶野正洋、木村健悟、馳浩なども入れ替わりで演じていたとされる。
その後1988年2月、本物のビリー・ガスパーが、2メートルを超える巨人のガリー・ガスパー（Gully Gaspar）なる第2の海賊男を帯同して登場。海賊ガスパーズが結成され、同年5月にはガリーに代わるビリーの新パートナーとして、バリー・ガスパー（Barry Gaspar）なる第3の海賊男が登場した。
正体は、ビリー・ガスパーはボブ・オートン・ジュニア、ガリー・ガスパーはタイラー・メイン（スカイウォーカー・ナイトロン、ビッグ・スカイ）、バリー・ガスパーはカール・モファット（ザ・ジャッカル、ジェイソン・ザ・テリブル）。
しかし、このアングルは暴動の影響もあって不人気のまま短期間で終了することとなり、同年8月開幕の『'88戦国シリーズ』をもってガスパーズは解散。首領格のビリー・ガスパーを演じていたオートン・ジュニアも素顔に戻り、11月開幕の『'88ジャパン・カップ・シリーズ』に何事もなかったかのように再来日している。
その後、1996年にザ・ガスパーを名乗る挑戦状が突如舞い込み、猪木はそれを受けて当初出場予定のなかった『INOKI FESTIVAL in 代々木』（同年12月1日　国立代々木競技場第二体育館）で一騎打ちを行う。猪木は海賊男と同じホッケーマスクで入場し、試合は4分58秒で快勝した。
さらに2016年11月、この年12月2日にマサ斎藤応援興行『STRONG STYLE HISTORY～Go for Broke!! Forever～』に登場予定だった斎藤に対して「今回、ガスパー一族を代表し、もう一度、お前の前に姿を現す」と、ガスパーXを名乗る人物から予告が東京スポーツ紙上で報道された。同大会の全試合終了後、挨拶をする斎藤の前に海賊男が乱入。パーキンソン病に冒されており介助なしでは立ち上がれない斎藤を強襲、何度も転倒させたが、斎藤は観客の応援により自力で立ち上がり、パンチとストンピングを放つサプライズを見せた。海賊男は直後にホッケーマスクを脱ぎ、武藤敬司であることを明かした。

## 逸話
ミスター高橋が後日明らかにしたところによれば、前述の1987年3月の暴動の原因となった乱入については、本来ならば猪木にのみ手錠をかけてロープに拘束したうえで、マサ斎藤とともに猪木を襲撃するというアングルであったが、この時点での海賊男の正体であったブラック・キャットにうまく意図が伝わらず、誤って斎藤に手錠をかけてしまったことで当初のアングルが崩れて混乱が生じたとしている。海賊男に試合を妨害される格好になった斎藤は後日、前述した「ワールドプロレスリング」をリニューアルした「ギブUPまで待てない!!ワールドプロレスリング」の第1回を収録していたスタジオに赴く。その場でマイクを奪い取った斎藤は、持参した手錠をちらつかせながら、男と男の勝負を望みながらも“邪魔”が入ったことを「悔しい、悲しい」とし、猪木との再戦を訴える。そのうえで近くにいたなぎら健壱の手首に、突如手錠をかけ「こんなんで（手錠をかけられて）試合出来るか」とドスの効いた声で言い放ち、その場を去って行った。
猪木と斎藤との遺恨が続くなか、同年6月9日の大阪府立体育会館では、この両者のタッグ対決が行われたが、高田延彦を伴った猪木に対し、斎藤は自身が組む選手をずっと伏せてきた。そして当日の試合直前、斎藤がコンビを組む選手として連れて来たのは、まさに海賊男の風体をしたレスラーだった。上記の海賊ガスパーズからすれば“偽者”に当たる形となるが、リングアナウンサーの田中秀和はアドリブで、この時に現われた海賊男を「ミスター・パートナー（Mr.パートナー）」と紹介した。
その後も深まっていった猪木と斎藤との因縁は、「巌流島の決闘」へと到達することになった。

## 時代背景
1980年代初頭、異種格闘技戦による猪木の人気、タイガーマスクの活躍等で、新日本プロレスは黄金期を迎え、テレビ中継もキラーコンテンツとしての地位を確立していた。
しかしタイガーマスクの引退、維新軍団の離脱などのアクシデントが相次ぎ、80年代半ばには大きく視聴率を落としていた。
これに対してマシーン軍団の結成、ブルーザー・ブロディの全日本プロレスからの引き抜き等のてこ入れを行った。これらは一時的なカンフル剤になったものの長期的な人気の下降傾向に歯止めをかけることはできなかった。
1986年の下期になると、テレビ中継番組「ワールドプロレスリング」は、金曜20時から月曜20時に放送時間を移動、ゴールデンタイムからの撤退も囁かれるようになった。
そこで新たなテコ入れ策として生まれたアングルが、「海賊男」であった。発案は猪木自身であり、フロリダ遠征時にカーニバルで目撃した海賊のキャラクターに触発されたという。
新日本プロレスは、海賊男の失敗後も「たけしプロレス軍団」など新たなテコ入れ策をするものの功を奏することなくゴールデンタイムから撤退することとなる。

## 参考書籍
流血の魔術 最強の演技―すべてのプロレスはショーである 　ミスター高橋　講談社プラスアルファ文庫　2003年